# Audax Energia
Audax Renewables è un’azienda fornitrice che opera in Italia nel mercato libero dell’energia elettrica e del gas naturale. È parte di Audax Renovables SA, società spagnola dedicata alla produzione e vendita di energia elettrica 100% rinnovabile e alla commercializzazione di gas naturale. Da luglio 2021, a seguito di un'operazione di rebranding, il marchio è cambiato da Audax Energia ad Audax Renewables, mentre la ragione sociale è rimasta Audax Energia.

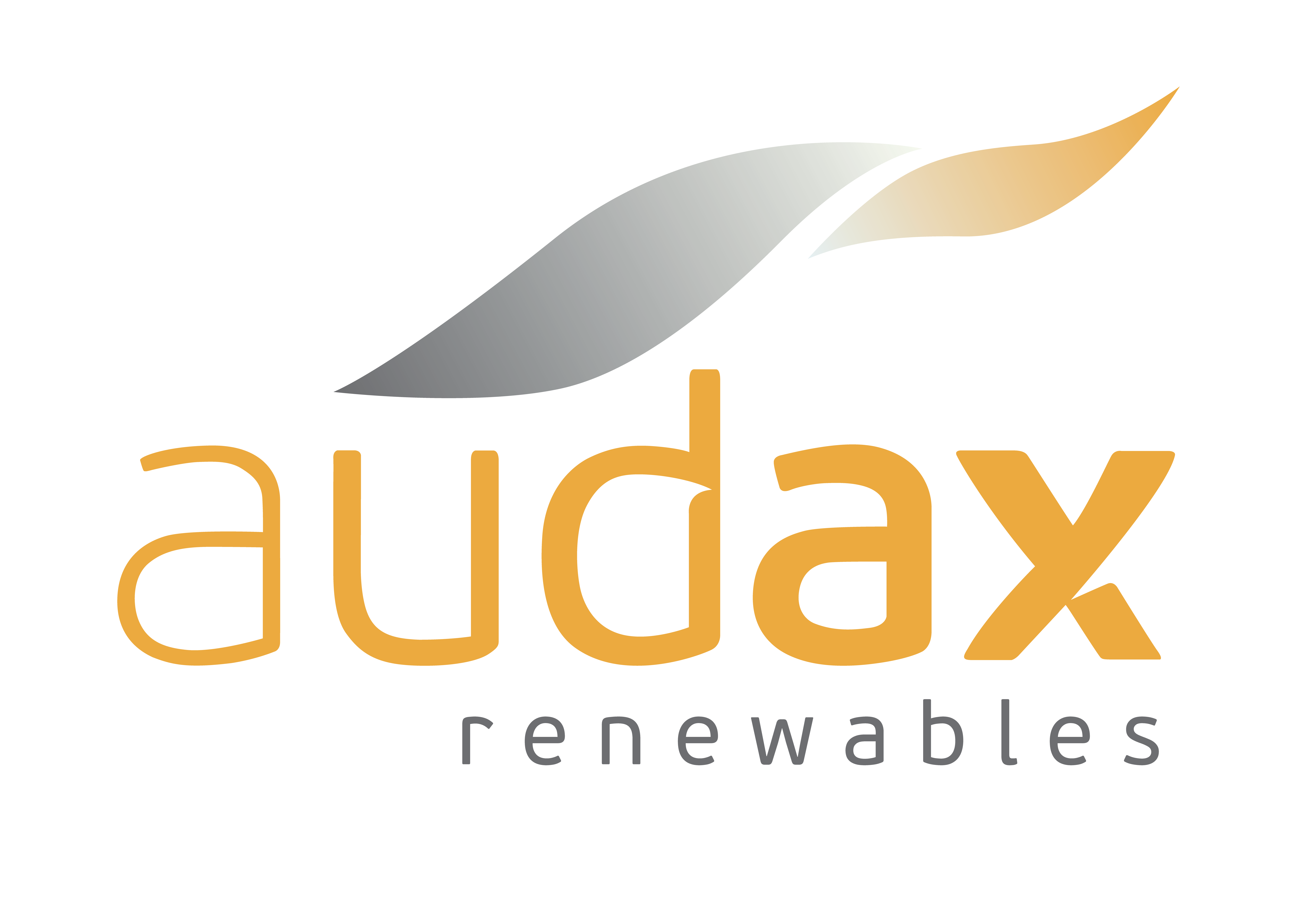
Audax_Renewables_logo

## Storia
Audax Renewables nasce nel 2014, a seguito dell’acquisizione da parte della società energetica Audax Renovables (allora denominata Audax Energía) dell’azienda italiana Big Energia con sede a Vinovo in provincia di Torino. 
Nel 2015, acquisisce un ramo di un’altra società dedita alla commercializzazione di energia elettrica, la milanese Compagnia Energetica Italiana. Da questa acquisizione, nasce la possibilità per Audax Renewables di essere presente su tutto il territorio nazionale attraverso 9 brand locali: Bergamasca Energia, Carpiano Energia, Piemonte Energia, Veneto Energia, Liguria Energia, FVG Energia, Estense Energia, Campania Gas e Puglia Gas.
Nel 2019 - attraverso la capogruppo Audax Renovables - Audax Renewables sigla un Power Purchase Agreement (PPA) con BAS FV Italia. L’accordo prevede la compravendita del 100% dell’approvvigionamento di energia elettrica da due impianti solari fotovoltaici, da 10 MW ciascuno, situati in Basilicata. 
Dal 2019, il gas naturale commercializzato dall’azienda è “climate neutral”, ovvero le emissioni di gas serra sono interamente compensate mediante l’utilizzo di crediti di carbonio certificati. Un’operazione realizzata con l’italiana Carbonsink.
Dal 2020, tutta l’energia elettrica fornita da Audax Renewables è di origine rinnovabile (fotovoltaico ed eolico). 
Nel luglio 2021 il marchio cambia nome in Audax Renewables. 

## Attività
- Vendita energia elettrica
- Vendita gas naturale
- Soluzioni per l’eMobility
- Soluzioni per l’efficienza energetica

## Dati salienti
Nel 2019, il fatturato è stato di 60 milioni di euro con un numero di clienti che ha oltrepassato le 30.000 unità, per un totale di 450GWh di energia fornita.